# Uno-X Pro Cycling Team (Frauenteam)/Saison 2022
Dieser Artikel beschreibt die Mannschaft und die Siege des UCI Women’s WorldTeams Uno-X Pro Cycling Team in der Saison 2022.

## Mannschaft
| Teamkader 2022                        | Teamkader 2022     | Teamkader 2022         | Teamkader 2022                                   |
| Name                                  | Geburtsdatum       | Land                   | Vorheriges Team                                  |
| ------------------------------------- | ------------------ | ---------------------- | ------------------------------------------------ |
| Anniina Ahtosalo                      | 27. August 2003    | Finnland               | Team Rytger powered by Cykeltøj-Online.dk (2021) |
| Susanne Andersen                      | 23. Juli 1998      | Norwegen               | Team DSM (2021)                                  |
| Elinor Barker                         | 7. September 1994  | Vereinigtes Königreich | Drops-Le Col (2021)                              |
| Hannah Barnes                         | 4. Mai 1993        | Vereinigtes Königreich | Canyon-SRAM Racing (2021)                        |
| Rebecca Koerner                       | 22. September 2000 | Dänemark               | ABC Dame Elite (2021)                            |
| Julie Leth                            | 13. Juli 1992      | Dänemark               | Ceratizit-WNT Pro Cycling (2021)                 |
| Joscelin Lowden                       | 3. Oktober 1987    | Vereinigtes Königreich | Drops-Le Col (2021)                              |
| Hannah Ludwig                         | 15. Februar 2000   | Deutschland            | Canyon-SRAM Racing (2021)                        |
| Amalie Lutro                          | 15. März 2000      | Norwegen               | Coop-Hitec Products (2021)                       |
| Wilma Olausson                        | 9. April 2001      | Schweden               | Team DSM (2021)                                  |
| Mie Bjørndal Ottestad                 | 17. Juli 1997      | Norwegen               | Andy Schleck-CP NVST-Immo Losch (2021)           |
| Anne Dorthe Ysland                    | 9. April 2002      | Norwegen               | Coop-Hitec Products (2021)                       |
| Marte Berg Edseth (28. Jun.–31. Dez.) | 6. Oktober 1998    | Norwegen               | Ringerike Sykkelklubb (2022)                     |
|                                       |                    |                        |                                                  |
| Quelle: ProCyclingStats               |                    |                        |                                                  |

## Siege
| Siege    | Siege                                                  | Siege                  | Siege  | Siege            | Siege |
| Datum    | Rennen                                                 | Staat                  | Klasse | Siegerin         |       |
| -------- | ------------------------------------------------------ | ---------------------- | ------ | ---------------- | ----- |
| 17. Jun. | Finnische Meisterschaften, Einzelzeitfahren der Frauen | Finnland               | CN     | Anniina Ahtosalo |       |
| 18. Jun. | Finnische Meisterschaften, Straßenrennen der Frauen    | Finnland               | CN     | Anniina Ahtosalo |       |
| 23. Jun. | Britische Meisterschaften, Einzelzeitfahren der Frauen | Vereinigtes Königreich | CN     | Joscelin Lowden  |       |